# Alberto Malagón Amate
Alberto Malagón Amate známý jako Tito (* 2. července 1988, Alcalá de Henares) je španělský fotbalový záložník či útočník. Mimo Španělsko působil v Rakousku a Česku.

## Klubová kariéra
Svoji fotbalovou kariéru začal v RSD Alcalá, kde prošel všemi mládežnickými kategoriemi. V roce 2007 se propracoval do prvního týmu. Následně zamířil do Rayo Vallecano, kde působil pouze v B-týmu. V letech 2009-10 působil opět v Alcalá, kde hostoval. V létě 2011 přestoupil do CF Gandía. Posléze odešel do Real Club Deportivo Carabanchel. V lednu 2013 podepsal kontrakt s FC Admira Wacker Mödling. Klub se stal pro hráče prvním zahraničním angažmá. Před sezonou 2013/14 se podruhé vrátil na hostování do Alcalá. Na podzim 2014 hostoval v Marino de Luanco. V lednu 2015 odešel na půlroční hostování s opcí do FC Hradec Králové. Po půl roce, kdy mužstvo sestoupilo do 2. ligy, se vrátil do Admiry. V Admiře v létě 2015 skončil a vrátil se do Španělsko, kde se dohodl na roční smlouvě s týmem CF Fuenlabrada.